# Wilhelm G. Sebold

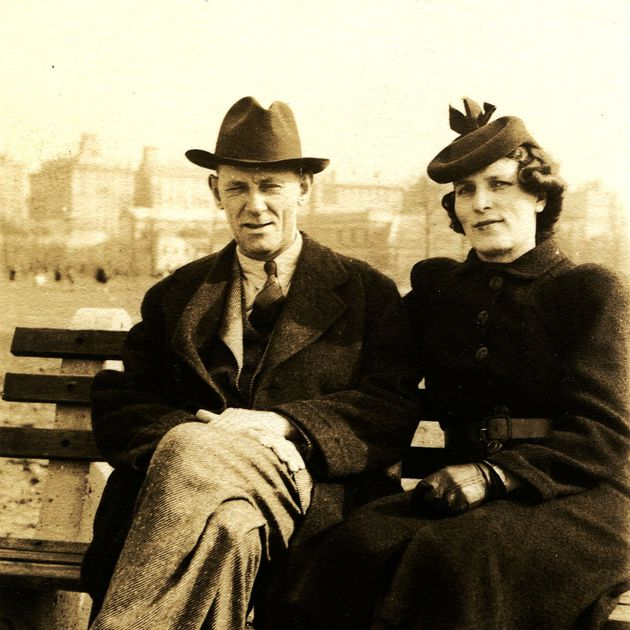
Het echtpaar Sebold in New York in 1937

William Sebold (geboren als Wilhelm Georg Debrowski) (Mülheim, 10 maart 1899 – Napa (Californië), 16 februari 1970) was een Amerikaans staatsburger die door nazi-leden tijdens een bezoek aan zijn geboorteland werd gedwongen om voor Duitsland te spioneren.  Hij lichtte de Amerikaanse consul-generaal in Keulen hierover in voordat hij Duitsland verliet, en werd een dubbelagent voor de FBI. Met de hulp van de Duitse agent Fritz Duquesne rekruteerde hij 33 agenten die bekend werden als de Duquesne Spy Ring. In juni 1941 arresteerde het FBI de hele groep. Ze werden schuldig bevonden en veroordeeld tot in totaal 300 jaar gevangenisstraf.

## Jeugd
Sebold diende tijdens de Eerste Wereldoorlog in het Duitse leger als korporaal in een machinegeweer eenheid van het Duitse leger aan het Westelijk Front. In 1922 emigreerde hij naar de Verenigde Staten, huwde Helen Lena Buchner (1902-1985) , en werkte in o.a. vliegtuigfabrieken in de Verenigde Staten en Zuid-Amerika. Op 10 februari 1936 werd hij een staatsburger van de Verenigde Staten.
In februari 1939 keerde hij terug naar Duitsland om zijn moeder in Mülheim te bezoeken. Bij zijn aankomst in Hamburg, werd hij benaderd door een Gestapo-agent die zei dat Sebold zou worden gecontacteerd vanwege zijn kennis van de vliegtuigfabrieken.

## Gedwongen tot spionage
In september 1939 kreeg hij bezoek van Dr. Gassner en majoor Nickolaus Ritter van de Abwehr, die hem ondervroegen over de militaire uitrusting in de Verenigde Staten. Zij vroegen Sebold om terug te keren naar de Verenigde Staten als spionage-agent voor Duitsland.
Na de bedreigingen voor zijn familie, zijn leven en zijn staatsburgerschap (hij had bv. verzwegen te vermelden dat hij in Duitsland een gevangenisstraf had opgelopen), stemde Sebold ermee in om met de nazi's samen te werken. Vervolgens werd hij naar een trainingsprogramma van zeven weken gestuurd in Hamburg, Duitsland, waar hij leerde een clandestiene kortegolfradio te bedienen, die hij zou opzetten als hij terugkeerde naar de Verenigde Staten.
Net voor zijn vertrek naar de VS kreeg Sebold de kortegolfradiocodes mee. Hij kreeg de alias "Harry Sawyer", de codenaam TRAMP en Abwehr-nummer A.3549.
Sebold kreeg de opdracht om Duitse spionnen in te Verenigde Staten te ontmoeten, instructies uit Duitsland aan hen door te geven, berichten van hen terug te ontvangen en deze in code terug te sturen naar Duitsland.

## Contacten met de Amerikaanse ambassade

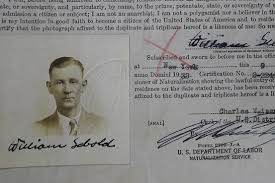
Afbeelding van het paspoort van William Sebold

Voordat hij Duitsland verliet, bezocht Sebold het Amerikaanse consulaat in Keulen (omdat kort na zijn ontmoeting met Gassner zijn paspoort verloor) en stond erop met de consul-generaal te spreken. Hij vertelde de consul dat hij was gechanteerd om een Duitse spion te worden, maar dat hij een loyaal Amerikaans staatsburger was en wilde samenwerken met het Federal Bureau of Investigation (FBI) in de Verenigde Staten. De Amerikaanse regering was het daarmee eens.
Eens terug in New York, vestigde Sebold zich (met geheime hulp van de FBI) als raadgevend dieselingenieur, via een firma "Diesel Research Company", met een kantoor op Times Square in Manhattan.
In februari 1940 werd FBI-agent Jim Ellsworth aangesteld als Sebolds lijfwacht, verantwoordelijk voor het schaduwen van elke beweging tijdens het zestien maanden durende onderzoek.

## Duquesne spionnengroep
Dit kantoor bood een schijnbaar veilige ruimte waar nazi-spionnen zich op hun gemak voelden om Sebold te ontmoeten en hun plannen te bespreken. Het kantoor stond spionnen ook toe om brieven te sturen naar fabrikanten (zoals de Consolidated Aircraft Corporation), waar ze dan brieven terug zouden ontvangen. De spionnen kwamen naar het kantoor om blauwdrukken, oorlogsinformatie en andere gevoelige informatie over de Verenigde Staten te bezorgen. Het kantoor was echter uitgerust met verborgen microfoons en tweerichtingsspiegels, zodat FBI-agenten de vergaderingen konden filmen om zo talloze uren aan belastend beeldmateriaal verkrijgen. 
Sebold kreeg de opdracht om contact op te nemen met Fritz Joubert Duquesne (codenaam DUNN, een Duitse spion in New York). Duquesne was sinds de Eerste Wereldoorlog een spion voor Duitsland; daarvoor was hij een Boerenspion geweest in de Tweede Boerenoorlog. In de Verenigde Staten was Duquesne een New York Herald -journalist geweest en was hij de 'hoofdcoördinator' van de nazi-spionnen die in de Verenigde Staten opereerden. In verschillende beelden legt een spion zijn plan uit om een gebouw te bombarderen, waarbij hij zelfs dynamiet en detonatiekappen naar het kantoor van Sebold brengt.
Bij hun eerste ontmoeting maakte Duquesne zich grote zorgen over de mogelijkheid van afluisterapparatuur in het kantoor van Sebold. Hij gaf Sebold een briefje waarin stond dat ze ergens anders moesten praten. Nadat ze waren verhuisd naar een fastfood restaurant wisselden de twee mannen informatie uit over leden van het Duitse spionagesysteem waarmee ze contact hadden gehad.
In zijn kantoor en terwijl geheime camera's alles vastlegden, ontmoette Sebold een reeks nazi's die geheime en gevoelige informatie over de nationale defensie en oorlogstijd aan de Gestapo wilden doorgeven.
Duquesne voorzag Sebold van informatie voor verzending naar Duitsland tijdens volgende bijeenkomsten, en de bijeenkomsten die plaatsvonden in het kantoor van Sebold werden gefilmd door FBI-agenten. Duquesne, die fel anti-Brits was, verstrekte informatie over de nationale defensie in Amerika, het varen van schepen naar Britse havens en technologie. Ook ontving hij regelmatig geld uit Duitsland als betaling voor zijn diensten.
Bij één gelegenheid bezorgde Duquesne Sebold foto's en specificaties van een nieuw type bom dat in de Verenigde Staten werd geproduceerd. Duquesne legde ook uit hoe branden in industriële installaties kunnen ontstaan. Veel van de informatie die Duquesne verkreeg was het resultaat van zijn correspondentie met industriële ondernemingen. Hij stelde zichzelf voor als 'student' en vroeg om gegevens over hun producten en productieomstandigheden.
In mei 1940 richtten FBI-agenten op Long Island een kortegolfradiostation op en legden contact met het radiostation van de Abwehr in Duitsland, waarbij ze zich voordeden als onderdeel van Sebolds spionagebende. Gedurende 16 maanden was dit radiostation een belangrijk communicatiekanaal tussen Duitse spionnen in New York en de Abwehr. Gedurende deze tijd zond het radiostation van de FBI meer dan 300 berichten met vervalste of nutteloze informatie naar Duitsland en ontving 200 berichten uit Duitsland. Via Sebold identificeerden de VS tientallen Duitse agenten in de Verenigde Staten, Mexico en Zuid-Amerika.
In juni 1941 arresteerde de FBI 33 Duitse agenten die deel uitmaakten van Sebolds netwerk. Negentien van de gearresteerde agenten pleitten schuldig. De rest werd schuldig bevonden na een proces van 3 tot 14 september in New York. De 33 leden van de Duquesne spionnengroep werden veroordeeld tot in totaal meer dan 300 jaar gevangenisstraf. Duquesne zelf werd veroordeeld tot 18 jaar gevangenisstraf.

## Leven na zijn dubbelspionnenbestaan
Toen het proces eindigde, verdween Sebold. Hij nam deel aan een getuigenbeschermingsprogramma van de overheid en verhuisde naar Californië onder een andere aangenomen identiteit. Hij had talloze banen, probeerde zelfs kippenboer te worden, maar kon nooit een baan volhouden en werd voortdurend geplaagd door een slechte gezondheid. Bovendien legden brieven van zijn familie in Duitsland uit dat de nazi's nog steeds wraak wilden nemen, waardoor hij in een constante staat van angst verkeerde. Sebold werd gediagnosticeerd met manische depressie en werd in 1965 opgenomen in het Napa State Hospital. Vijf jaar later kreeg hij een hartaanval en stierf. Tot aan zijn dood hield de FBI contact met hem.
Het echtpaar ligt begraven op het Queen of Heaven Cemetery, Lafayette, Contra Costa County, California,USA (sectie B, rij 48).

## Boeken en film
Boeken:
- Alan Hynd, Passport to Treason: The Inside Story of Spies in America, 1943, ISBN 9781162802541.
- Peter Duffy, Double Agent, juli 2014, ISBN 9781451667950.

Film:
- de thriller uit 1945, The House on 92nd Street, is een versie van de Duquesne Spy Ring-sage
- Een gedeelte van de geheime filmopnames uit 1941  die gemaakt werden in het kantoor van Sebold (ingesproken door John Edgar Hoover, de clip werd gemaakt in 1944).

- Gemeinsame Normdatei: 1096240777
- Library of Congress Control Number: n2014020120
- Nationale Bibliotheek van Israël: 987009157285405171
- Virtual International Authority File: 308228287
- WorldCat: E39PBJpV7dVgYJPcbwK3w8Jbh3